# Tania González Peñas
Tania González Peñas (Avilés, 18 d'octubre de 1982) és una política espanyola, actualment eurodiputada de Podem i activista social.
Tania González és llicenciada en ciències polítiques per la Universitat Complutense de Madrid. Abans de ser escollida eurodiputada va ser professora interina de formació i orientació laboral a Laredo (Cantàbria). Com a activista social, és membre de diferents associacions civils, com Les Rudes, col·lectiu feminista d'Avilés, o del CSI (Corrent Sindical d'Esquerres d'Astúries). En setembre de 2014 va substituir al dimitit Carlos Jiménez Villarejo en el seu escó al Parlament Europeu, escollit a les eleccions europees de 2014.